# Коршенброих
Коршенброих (њем. Korschenbroich) град је у њемачкој савезној држави Северна Рајна-Вестфалија. Једно је од 8 општинских средишта округа Рајн Нојс. Према процјени из 2010. у граду је живјело 33.228 становника. Посједује регионалну шифру (AGS) 5162020, NUTS (DEA1D) и LOCODE (DE KBH) код.

## Географски и демографски подаци
Коршенброих се налази у савезној држави Северна Рајна-Вестфалија у округу Рајн Нојс. Град се налази на надморској висини од 37 – 74 метра. Површина општине износи 55,3 km². У самом граду је, према процјени из 2010. године, живјело 33.228 становника. Просјечна густина становништва износи 601 становника/km².